# دارين أليسون
دارين أليسون (بالإنجليزية: Darren Allison)‏ هو منتج أسطوانات وطبال ومهندس ومهندس الصوت وموسيقي وملحن بريطاني، ولد في 1968 في أشينغتون ‏ في المملكة المتحدة.